# Табури, Эфраим
Эфраим Табури (ивр. אפרים תבורי‎, при рождении По́пик — ивр. פופיק‎; 5 сентября 1900 года, Тульчин, Подольская губерния, Российская империя — 7 апреля 1957 года, Израиль) — сионистский активист, депутат кнессета 1-го и 2-го созывов.

## Биография
Родился в местечке Тульчин (Российская империя, ныне Украина), в семье Исаака Попика, и его жены, Ривки. Получил традиционное и общее образование.
Принимал участие в сионистском движении, арестовывался советской властью. Женился на Руфь Лондон.
Иммигрировал в подмандатную Палестину в 1924 году. Работал в мэрии Тель-Авива.
Присоединился к рабочему движению, в 1927 году стал секретарем Тель-Авивского отделения партии «Ахдут ха-авода». Был членом рабочего совета Тель-Авива в 1929 году.
Был избран в кнессет 1-го созыва от партии МАПАЙ, работал в законодательной комиссии и комиссии по услугам населению.
Переизбран в кнессет 2-го созыва, работал в законодательной комиссии и комиссии по труду.
Скончался 7 апреля 1957 года в возрасте 56 лет.